# Dixie Carter
Dixie Virginia Carter (25. maj 1939 – 10. april 2010) var en amerikansk skuespillerinde, bedst kendt for at have medvirket i serien Designing Women (1986-1993). Hun var nomineret til en Emmy Award for hendes medvirken i komedieserien Desperate Housewives i 2007.
I 1960 startede hun sin karriere med at optræde til musicalen Carousel. I 1963 flyttede hun til New York og blev en del af produktionen til The Winter's Tale.
Hun døde den 10. april 2010 i Houston, Texas. Hendes død blev bekendtgjort af hendes mand, skuespilleren Hal Holbrook.

## Eksterne links
- Wikimedia Commons har flere filer relateret til Dixie Carter
- Dixie Carter på Internet Movie Database (engelsk)
- Dixie Carter på Svensk Filmdatabas (svensk)
- Dixie Carter på AlloCiné (fransk)
- Dixie Carter på AllMovie (engelsk)
- Dixie Carter på Turner Classic Movies (engelsk)
- Dixie Carter på The Movie Database (engelsk)
- Dixie Carter på Internet Broadway Database (engelsk)
- Dixie Carter på Behind The Voice Actors (engelsk)
- Hjemmeside Arkiveret 21. april 2010 hos  Wayback Machine